# Orthodox
Orthodox est un groupe espagnol de doom metal, originaire de Séville. Formé en 2004 en tant que power trio, et devenu duo entre 2014 et 2018, ils se définissent comme un groupe au-delà des étiquettes musicales et à la recherche de sa propre voie. Bien que leur style musical soit régulièrement associée à des étiquettes éclectiques telles que le metal expérimental, le free jazz, l'avant-garde, etc., ils se revendiquent comme un groupe de heavy metal. Entretemps, ses membres développent une activité musicale dans d'autres groupes, tels que Hidden Forces Trio, Sputnik Trio, Pylar, Blooming Látigo, Jacob et Larsen C and the Millennials,.

## Histoire

### Débuts
En 2004, Ricardo Jiménez (guitare) et Marco Serrato (basse, contrebasse, chant), amis depuis l'enfance, à la recherche d'une expansion créative que leur groupe Degüello ne leur offrait pas, unissent leurs forces à celles de Borja Díaz (percussions) et entreprennent leur propre parcours sous le nom de Orthodox. Marco et Ricardo ont eu une carrière musicale antérieure dans des groupes tels que Tierra (Marco) et The Forge (Ricardo), toujours autour du son stoner et de différents courants du metal extrême.
Les répétitions commencent en novembre 2004 et l'alchimie est immédiate. En avril 2005, ils enregistrent une démo avec laquelle ils réussissent à attirer l'attention des labels Alone Records en Espagne et Southern Lord, le label américain de Greg Anderson. En novembre de la même année, ils enregistrent leur premier album studio, Gran Poder, qui sort pendant l'épiphanie 2006, et est cité en mars comme l'album du mois par Julian Cope. Le groupe surprend par son son sombre et lourd, avec des accords bas, qui se faufile avec des mantras régis par des cadences musicales qui rappellent d'autres époques. De même, l'utilisation du symbolisme chrétien dans différents aspects de leur musique et de leur mise en scène, du paganisme ou de la mythologie, échappe aux thèmes habituels et représente une bouffée d'air frais dans la scène musicale nationale.
Il est caractéristique de cette période qu'ils montent sur scène avec un éclairage lugubre et en portant les robes de pénitents des confréries religieuses sévillanes afin de provoquer l'abstraction de l'expérience visuelle et de permettre au spectateur de concentrer encore plus son attention sur l'expérience sonore.

### Premiers albums

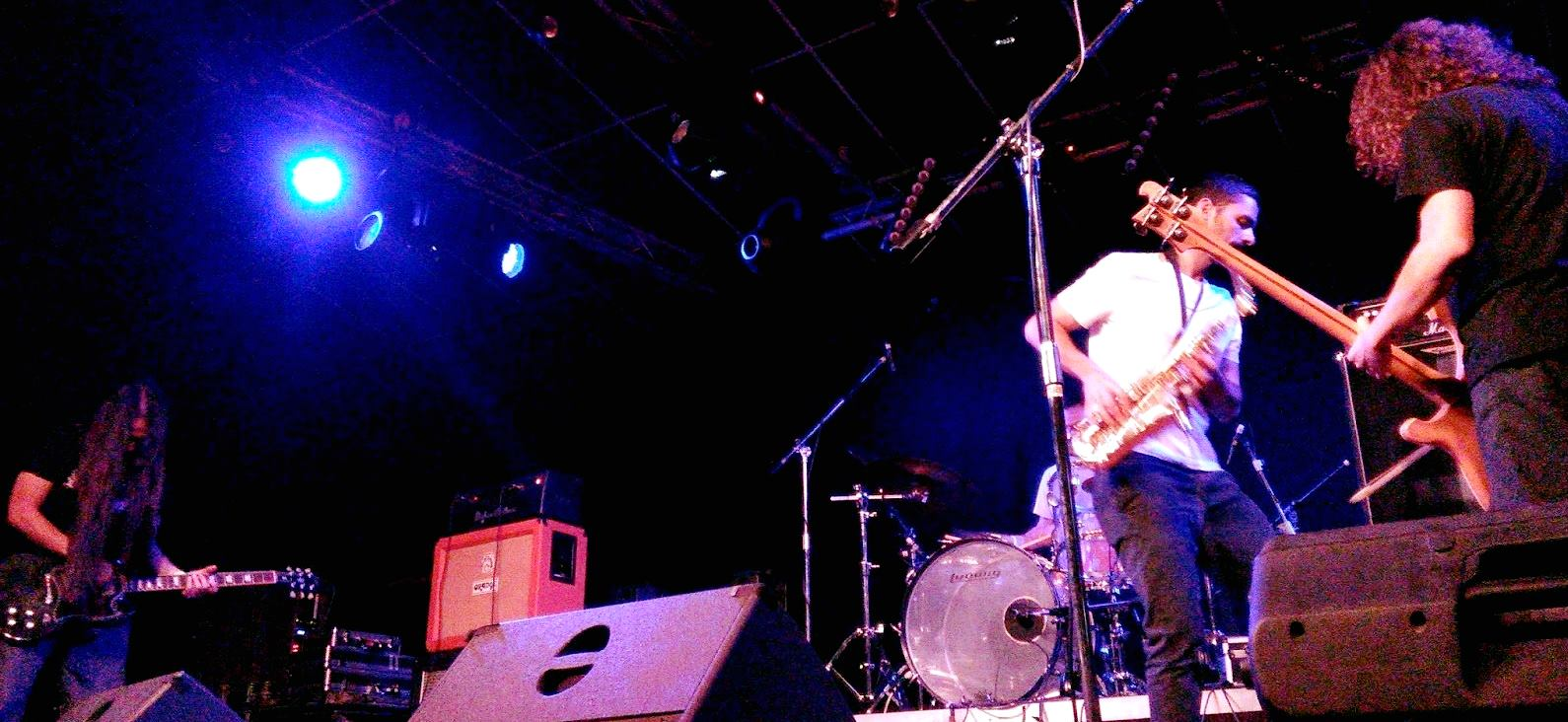
Réunion de la formation originale, avec la collaboration d'Achilleas Polychronidis. FOH Fest, 19 mai 2018.

Outre Gran Poder, les deux albums suivants, Amanecer en la puerta oscura (2007, Alone/Southern Lord) et Sentencia (2009, Alone Records) constituent une trilogie avec laquelle le trio sévillan joue un condensé de traditions obscures et ataviques, de folk local et de densité musicale. L'évolution des trois premiers albums de Orthodox, dont le point culminant est Sentencia, pourrait sembler anarchique, mais Serrato affirme qu'il n'en est rien, faisant allusion à un plan conceptuel clair : « Dès le début, nous avons vu la trilogie clairement : Gran Poder revient sur le paganisme sombre et la naissance de la religion ; Amanecer en la Puerta Oscura parle de l'arrivée de la lumière, de l'apogée de cette spiritualité, des doutes... ; Sentencia traite de l'autodestruction, de la façon dont le christianisme meurt englouti par sa propre lumière [...] »
Dès Amanecer en la Puerta Oscura, Borja, Marco et Ricardo commencent à s'aventurer sur ces terrains d'improvisation que beaucoup ont catalogué plus tard comme free jazz ou ambient, sans laisser de côté le drone de doom ou de sludge de Gran Poder ; ceci est accentué dans Sentencia, ainsi que l'aspect du paganisme religieux comme thème, résultant en un album puissant qui fuit les conventionnalismes du métal à la fois sur le plan technique et dans sa proposition conceptuelle.
Entre 2006 et 2012, outre des tournées en Espagne et à l'étranger, ils jouent dans de nombreux festivals tels que Hellfest, Kraak, Roadburn, Amplifest, Supersonic et Primavera Sound,, et ouvrent pour des artistes tels que Corrosion of Conformity, Voivod et Scott Kelly de Neurosis. Dans leur voyage à travers la scène underground, ils finissent par se jumeler avec des groupes tels que Adrift, Moho, Monarch, Viaje a 800 et Warchetype, collaborant à la formation d'une sorte de scène musicale alternative dans le pays. En avril 2008, ils participent avec le morceau Heritage de 18 minutes et demie au split Four Burials, un album publié par le label américain Battle Kommand Records.
Après une période d'inactivité du groupe, ce dernier continue à proposer son live show sombre et lourd dans différentes salles du pays et à sortir de nouvelles œuvres avec des projets parallèles (Marco Serrato travaillant en solo également depuis 2013), 2017 voit la sortie de plusieurs titres.

## Discographie
- 2005 : Demo (démo)
- 2006 : Gran Poder (album, Alone Records / Southern Lord)
- 2007 : Amanecer en Puerta Oscura (album, Alone Records / Southern Lord)
- 2008 : Four Burials (split avec Mournful Congregation, Otesanek et Loss, Battle Kommand Records)
- 2009 : Sentencia (album, Alone Records)
- 2010 : Matse Avatar (EP, Doomentia Records)
- 2011 : Ba’al (album, Alone Records)
- 2012 : Demo 2005 (EP, Féretro Records)
- 2013 : Conoce los Caminos (compilation, Alone Records)
- 2013 : Der fliegende Holländer (cassette live, Knockturne Records)
- 2015 : Demonio del mediodía (cassette live, Sentencia Records)
- 2015 : Crown for a Mole (single, Alone Records)
- 2015 : Axis (album, Alone Records)
- 2017 : Supreme (album, Utech Records)
- 2017 : Orthodox/Grajo (split-single avec Grajo, Aladeriva Records)
- 2018 : Rainbow Grave/Orthodox (split-single avec Rainbow Grave, God Unknown Records)
- 2018 : Κρέας (album, Alone Records)